# Acremonium lichenicola
Acremonium lichenicola är en svampart som beskrevs av W. Gams 1971. Acremonium lichenicola ingår i släktet Acremonium, ordningen köttkärnsvampar, klassen Sordariomycetes, divisionen sporsäcksvampar och riket svampar.   Inga underarter finns listade i Catalogue of Life.